# Josh Minott
Joshua Robert Tyler Minott, né le 25 novembre 2002 à Boca Raton en Floride, est un joueur américano-jamaïcain de basket-ball évoluant aux postes d'ailier et ailier fort.

## Biographie

### Carrière universitaire
Entre 2021 et 2022, il joue pour les Tigers de Memphis.

### Carrière professionnelle

#### Timberwolves du Minnesota (2022-2025)
Lors de la draft 2022, il est choisi en 45e position par les Hornets de Charlotte puis envoyé aux Timberwolves du Minnesota.

#### Celtics de Boston (depuis 2025)
En juillet 2025, Minott rejoint les Celtics de Boston pour deux ans et cinq millions de dollars.

## Statistiques

### Universitaires
| Saison    | Équipe   | Matchs | Titul. | Min./m | % Tir | % 3pts | % LF | Rbds/m. | Pass/m. | Int/m. | Ctr/m. | Pts/m. |
| --------- | -------- | ------ | ------ | ------ | ----- | ------ | ---- | ------- | ------- | ------ | ------ | ------ |
| 2021-2022 | Memphis  | 33     | 5      | 14,5   | 52,2  | 14,3   | 75,4 | 3,76    | 0,94    | 0,82   | 0,67   | 6,58   |
| Carrière  | Carrière | 33     | 5      | 14,5   | 52,2  | 14,3   | 75,4 | 3,76    | 0,94    | 0,82   | 0,67   | 6,58   |

### Professionnelles

#### Saison régulière
| Saison    | Équipe    | Matchs | Titul. | Min./m | % Tir | % 3pts | % LF  | Rbds/m. | Pass/m. | Int/m. | Ctr/m. | Pts/m. |
| --------- | --------- | ------ | ------ | ------ | ----- | ------ | ----- | ------- | ------- | ------ | ------ | ------ |
| 2022-2023 | Minnesota | 15     | 0      | 6,4    | 50,0  | 33,3   | 100,0 | 1,67    | 0,33    | 0,27   | 0,40   | 3,07   |
| 2023-2024 | Minnesota | 32     | 0      | 2,9    | 47,2  | 40,0   | 85,7  | 0,53    | 0,25    | 0,16   | 0,16   | 1,56   |
| Carrière  | Carrière  | 47     | 0      | 4,0    | 48,6  | 37,5   | 90,9  | 0,89    | 0,28    | 0,19   | 0,23   | 2,04   |

#### Playoffs
| Saison   | Équipe    | Matchs | Titul. | Min./m | % Tir | % 3pts | % LF | Rbds/m. | Pass/m. | Int/m. | Ctr/m. | Pts/m. |
| -------- | --------- | ------ | ------ | ------ | ----- | ------ | ---- | ------- | ------- | ------ | ------ | ------ |
| 2023     | Minnesota | 1      | 0      | 6,3    | 0,0   | 0,0    | 0,0  | 0,00    | 0,00    | 2,00   | 1,00   | 0,00   |
| 2024     | Minnesota | 5      | 0      | 3,6    | 22,2  | 40,0   | 0,0  | 1,00    | 0,60    | 0,00   | 0,00   | 1,20   |
| Carrière | Carrière  | 6      | 0      | 4,1    | 20,0  | 33,3   | 0,0  | 0,83    | 0,50    | 0,33   | 0,17   | 1,00   |

## Records sur une rencontre en NBA
Les records personnels de Josh Minott en NBA sont les suivants, :
| Type de statistique        | Saison régulière | Saison régulière     | Saison régulière | Playoffs | Playoffs            | Playoffs      |
| Type de statistique        | Record           | Adversaire           | Date             | Record   | Adversaire          | Date          |
| -------------------------- | ---------------- | -------------------- | ---------------- | -------- | ------------------- | ------------- |
| Points                     | 12               | @ Jazz de l'Utah     | 8 février 2023   | 3        | 2 fois              | 2 fois        |
| Paniers marqués            | 6                | @ Jazz de l'Utah     | 8 février 2023   | 1        | 2 fois              | 2 fois        |
| Paniers tentés             | 12               | @ Jazz de l'Utah     | 8 février 2023   | 3        | 2 fois              | 2 fois        |
| Paniers à 3 points réussis | 1                | 6 fois               | 6 fois           | 1        | 2 fois              | 2 fois        |
| Paniers à 3 points tentés  | 2                | 2 fois               | 2 fois           | 2        | Nuggets de Denver   | 10 mai 2024   |
| Lancers francs réussis     | 2                | 9 fois               | 9 fois           | -        | -                   | -             |
| Lancers francs tentés      | 3                | Jazz de l'Utah       | 4 novembre 2023  | -        | -                   | -             |
| Rebonds offensifs          | 2                | 2 fois               | 2 fois           | 1        | Nuggets de Denver   | 10 mai 2024   |
| Rebonds défensifs          | 9                | @ Jazz de l'Utah     | 8 février 2023   | 3        | Nuggets de Denver   | 16 mai 2024   |
| Rebonds totaux             | 11               | @ Jazz de l'Utah     | 8 février 2023   | 3        | Nuggets de Denver   | 16 mai 2024   |
| Passes décisives           | 2                | 2 fois               | 2 fois           | 2        | Nuggets de Denver   | 10 mai 2024   |
| Interceptions              | 1                | 9 fois               | 9 fois           | 2        | @ Nuggets de Denver | 16 avril 2023 |
| Contres                    | 2                | 2 fois               | 2 fois           | 1        | @ Nuggets de Denver | 16 avril 2023 |
| Balles perdues             | 3                | @ Raptors de Toronto | 18 mars 2023     | 1        | @ Nuggets de Denver | 16 avril 2023 |
| Minutes jouées             | 29               | @ Jazz de l'Utah     | 8 février 2023   | 6        | @ Nuggets de Denver | 16 avril 2023 |

- Double-double : 0
- Triple-double : 0

Dernière mise à jour : 10 juin 2024

## Palmarès
- AAC All-Freshman Team (2022)